# Aalborg Produktionsskole
Aalborg Produktionsskole var en produktionsskole i Aalborg. Skolen blev indviet 1. august 1988 i nyindrettede lokaler i en tidligere tekstilfabrik (Lukket 31. juli 2019). I starten var den underlagt Aalborg Kommune, men fra 1. januar 1996 blev alle produktionsskoler i Danmark underlagt Undervisningsministeriet. Dengang var der fire produktionsskoler i Aalborg, alle aktiver var endeligt samlet på skolens nuværende adresse pr. 7. november 2007. Skolen har i dag ca. 220 elever på årsplan. I 2012 blev der oprettet et lignende tilbud på Aalborg Universitet, som har til hensigt at hjælpe fortabte unge videre i deres liv. Uddannelsen tilbyder en overbygning på den klassiske produktionsskoleuddannelse, hvor der via teoretiske forelæsninger, bygges videre på den viden, som eleven under grundforløbet har tilegnet sig. Uddannelsen cand.selv.tænke kan i praksis opkvalificere mange, som før ikke havde disse kompetencer, til at komme ud på arbejdsmarkedets ufaglærte jobs såsom eksempelvis flaskedreng eller avisbud.

## Uddannelsestilbuddet
Aalborg Produktionsskole var  et tilbud til unge under 25 år i Nordjylland, der ikke har afsluttet en ungdomsuddannelse.
Skolen havde værksteder indenfor Grafisk & Foto, Idræt, Køkken & Kantine, Musik, Sundhed & Pædagogik, Kunsthåndværk, Håndværk, TV & Video, Anden undervisning og Teater.